# Festival du film de Sydney
Pour les articles homonymes, voir SFF.
Le Festival du film de Sydney (Sydney Film Festival ou SFF) est un festival de cinéma compétitif se déroulant à Sydney (Australie) en juin depuis 1954.

## Programme
- Official Competition
- Special Presentations at the State
- Features
- International Documentaries
- Sounds on Screen
- Brit Noir: Rainy Sundays, Stormy Mondays
- Focus on...
- The Box Set
- Freak Me Out
- Short Films
- Screen: Black
- Retrospective
- Sydney Film Festival Hub[1]

## Prix décernés
- Sydney Film Prize
- Australian Documentary Prize
- Australian Best Live Action Short Film Award
- Rouben Mamoulian Award du meilleur réalisateur de court métrage
- Yoram Gross Animation Award
- CRC Award du meilleur film australien multiculturel
- Peter Rasmussen Innovation Award
- Audience Award for Best Fiction Feature
- Audience Award for Best Documentary[2]

## Palmarès

### Prix du public du meilleur long métrage de fiction
- 2003 : L'Auberge espagnole  France

### Prix UIP
- 2003 : Cédric Klapisch pour L'Auberge espagnole  France

### Meilleur film
- 2008 : Hunger de Steve McQueen  Royaume-Uni
- 2009 : Bronson de Nicolas Winding Refn  États-Unis
- 2010 : Les Amours imaginaires de Xavier Dolan  Canada
- 2011 : Une séparation (جدایی نادر از سیمین) d'Asghar Farhadi  Iran
- 2012 : Alps (Αλπεις) de Yorgos Lanthimos  Grèce
- 2013 : Only God Forgives de Nicolas Winding Refn  Danemark  France
- 2014 : Deux jours, une nuit de Jean-Pierre et Luc Dardenne  Belgique Italie  France
- 2015 : Les Mille et Une Nuits (As Mil e Uma Noites) de Miguel Gomes  Portugal
- 2016 : Aquarius de Kleber Mendonça Filho  Brésil  France
- 2017 : Corps et Âme (Testről és lélekről) de Ildikó Enyedi  Hongrie[3]
- 2018 : Les Héritières (Las herederas) de Marcelo Martinessi  Paraguay[4]
- 2019 : Parasite de Bong Joon-ho  Corée du Sud
- 2021 : Le diable n'existe pas de Mohammad Rasoulof Iran
- 2022 : Close de Lukas Dhont Belgium